# Скит Улрих
Брајан Реј Траут (20. јануар 1970) познатији под уметничким именом Скит Улрих амерички је телевизијски и филмски глумац.
Улрих је најпознатији по улози Рекса Винтерса у серији Ред и закон: Лос Анђелес.